# Lorentz nationalpark

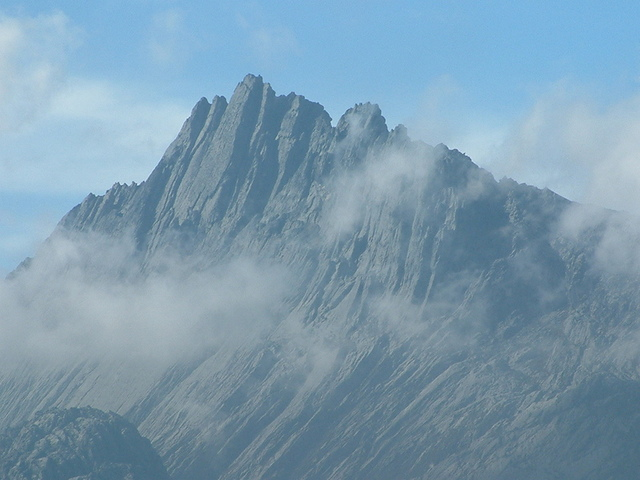
Puncak Jaya.

Lorentz nationalpark ligger i den indonesiska provinsen Papua på ön Nya Guinea och omfattar 2 505 600 hektar, vilket gör den till det största skyddade området i Sydostasien. Nationalparken är världens enda skyddade område som omfattar såväl tropiskt hav och låglänta träskmarker som snötäckta berg. Här finns Indonesiens högsta berg Puncak Jaya som är 4 884 meter över havet. Här möts två kolliderande kontinentalplattor, vilket gör området geologiskt intressant. Graden av biodiversitet är den högsta i regionen. Parken är namngiven efter den nederländska utforskaren Hendrikus Albertus Lorentz.

## Djurliv
Uppskattningsvis finns det drygt 160 däggdjursarter, 650 fågelarter och 150 000 insektsarter inom nationalparken. Av dessa djurarter är åtminstone tio utrotningshotade. Inom området finns vidare över 300 reptilarter och mer än 100 arter av sötvattenfiskar.

## Världsarv
Lorentz nationalpark upptogs på Unescos världsarvslista 1999.